# 関口義人
関口 義人（せきぐち よしと、1950年 - ）は、日本の音楽評論家。東京都生まれ。

## 略歴
- 経済、音楽、文化関係執筆業の傍ら、ジプシー、ロマの研究を行っている。
- 早稲田大学文化構想学部（2005年 - 2011年）、桜美林大学芸術文化学群（2006年 - ?）、首都大学（現・東京都立大学 (2020-)）東京都市教養学部（2013年 - ?）の講師を務めた。
- 渋谷UPLINK FACTORYにて、世界に散在する「ジプシー」を映像と音楽で辿るイベント『ジプシーを追いかけて』を開催（2006年 - 2011年）。
- 2005年11月から、世界の音楽に通じた識者を招いて解説を聞きながら音楽を聴くイベント『音樂夜噺』を主宰。ピーター・バラカン、久保田麻琴とトークライブを催すことも多い。

## 人物
歯科開業医の長男として出生。弟（誠人）と妹がいる。3歳の頃より両親と共にプロテスタント教会に通っていた。1966年4月、父が急逝。
1979年から1997年にかけて東ヨーロッパを巡り、キリスト教正教会、カトリック教会、ユダヤ教の教義を学ぶ。1999年からはバルカン諸国、中東、アフリカ、アジア諸国へジプシーの取材を敢行。イスラム教、ヒンドゥ教、その他精霊信仰のアニミズムも含む民族宗教の教義を学ぶ。それらから学び得た知識や経験を上梓している。音楽についてはジプシー、ユダヤ、トルコなどに造詣が深く、自著がある。イベント企画を立ち上げることもある。

## 書籍
- バルカン音楽ガイド（2003年4月20日、青弓社）
- ロマ素描 －ジプシー・ミュージックの現場から－（2003年5月16日、東京書籍）
- ブラスの快楽 －世界の管楽器CDガイド600－（2005年5月1日、音楽之友社）
- ジプシー・ミュージックの真実 ロマ・フィールド・レポート（2005年9月1日、青土社）
- アラブ・ミュージック その深遠なる魅力に迫る（2008年2月1日、東京堂出版）
- オリエンタル・ジプシー 音・踊り・ざわめき（2008年7月24日、青土社）
- ジプシーを訪ねて（2011年1月20日、岩波新書）
- ベリーダンスの官能 ダンサー33人の軌跡と証言（2012年2月23日、青土社）
- 図説：ジプシー（2012年5月24日、河出書房新社）
- ヒップホップ！ 黒い断層と21世紀（2013年6月6日、青弓社）
- ベリーダンス 伝統と革新のあいだで（2015年2月25日、彩流社）
- ユダヤ・リテラシーの視界 －アブラハムはディズニーランドの夢を見たか（2015年4月1日、現代書館）
- トルコ音楽の700年 オスマン帝国からイスタンブールの21世紀へ（2016年10月14日、DU BOOKS）
- 越境する音楽家たちの会話 ワールドミュージックとは何だったのか？（2019年7月3日、彩流社）
- イスラーム化する世界と孤立する日本の宗教（2022年7月22日、彩流社）
- ベリーダンスの神髄（2024年11月24日、青弓社）

## 共著
- 「ロマ」を知っていますか 「ロマ/ジプシー」苦難の歩みをこえて（2003年10月1日、反差別国際運動日本委員会）
- 世界は音楽でできている ヨーロッパ・アジア・太平洋・ロシア＆NIS編（2007年5月20日、音楽出版社、監修：北中正和）
- アジアのポピュラー音楽 グローバルとローカルの相克（2010年11月26日、勁草書房、編集：井上貴子）
- 文藝別冊 KAWADE夢ムック「ジョン・コルトレーン」（2012年2月16日、河出書房新社、編集：後藤雅洋）

## メディア出演

### テレビ
- 世界サブカルチャー史 欲望の系譜 シーズン4「21世紀の地政学 ヒップホップ編 第3回」（2024年5月10日、Eテレ）[1]